# Babuino gigante
Babuino gigante es el nombre común dado a dos especies distintas de primates del género Theropithecus, ya extintas, que durante el Plioceno y comienzos del Pleistoceno alcanzaron gran tamaño. Estaban estrechamente emparentadas con el gelada (Theropithecus gelada) del que se diferenciaban fundamentalmente en el tamaño del cuerpo y lo pronunciado de los colmillos. El gelada, la especie más pequeña conocida del género Theropithecus, todavía persiste en las montañas de Etiopía y Eritrea. 
Las dos especies gigantes son:
- Theropithecus brumpti: se conoce por fósiles de entre 3,5 y 1,8 millones de años de antigüedad procedentes de Etiopía, Kenia y Tanzania. Es la especie de mayor tamaño, con 90 cm de altura en la cruz.

- Theropithecus oswaldi: con 70-80 cm de altura y en casos excepcionales hasta 200 kg de peso.

Se ha encontrado en yacimientos del Pleistoceno temprano de muchos países africanos, como Etiopía, Sudáfrica, Malaui, República Democrática del Congo, Tanzania, Uganda, Kenia, Argelia y Marruecos. También se han identificado restos de esta especie en España y la India. Al parecer, los primeros homínidos competían con él y más tarde llegaron a darle caza en gran número, como muestra el yacimiento keniano de Olorgesailie, de 800.000 años de antigüedad, donde se han encontrado restos óseos de Theropithecus oswaldi junto a un gran número de herramientas de piedra típicas de Homo erectus. Se extinguió hace 400.000 años.
Descubrimientos posteriores indican la existencia de un babuino aún mayor que los anteriores clasificado en un género y especie diferente, Dinopithecus ingens, de hábitos más arborícolas que terrestres. Vivió en África oriental hace 1,5 millones de años.
- Datos: Q5481092